# Nansenův pas
Nansenův pas neboli Nansenův průkaz či Nansenovský průkaz je doklad totožnosti používaný i jako cestovní dokument, vydávaný uprchlíkům na základě ustanovení meziválečných smluv, zejména ženevské Úmluvy o mezinárodním postavení uprchlíků ze dne 28. října 1933. Je předchůdcem současného uprchlického pasu.
Nansenův pas nese název podle příjmení vysokého komisaře Společnosti národů pro uprchlíky Nora Fridtjofa Nansena, který jeho právní zakotvení prosadil roku 1922 na mezinárodní konferenci (rozhodnutí ze dne 5. července 1922; následné konference: 12. květen 1926, 30. červen 1928). Do roku 1942 ho přijalo 52 zemí včetně Československa. Nansenův pas představoval první z dlouhé řady mezinárodních právních opatření, která měla za cíl ochránit vysídlence a uprchlíky.
Nansenovy pasy byly vydávány státy uprchlíkům pravidelně bydlícím na jejich území; platnost těchto pasů byla nejméně jeden rok. Majitelé Nansenových pasů měli právo na ochranu proti vydání do země původu a mohli volně opustit stát, který jim vydal průkaz, a tam se i vrátit, aniž by byli nuceni opatřit si povolení k odjezdu nebo vízum od konzulátů tohoto státu pro návrat.
Princip Nansenových pasů byl převzat ženevskou Úmluvou o právním postavení uprchlíků ze dne 28. července 1951; po jejím vstupu v platnost se však přestalo označení „Nansenův“ používat. Odhaduje se, že v průběhu dějin bylo vydáno na 450 000 Nansenových pasů.

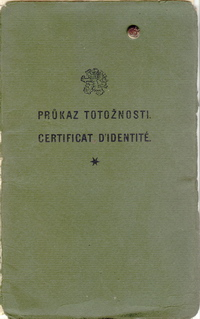
Titulní list Nansenova pasu, Pražské policejní ředitelství, 1930
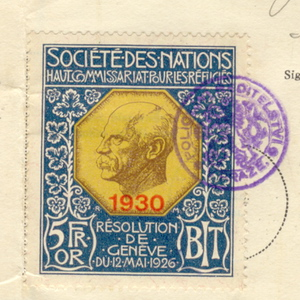
Nansenův kolek, 1930